# Lijst van Roemeense kunstschilders
Dit is een lijst van Roemeense kunstschilders, gerangschikt op alfabet:

## A

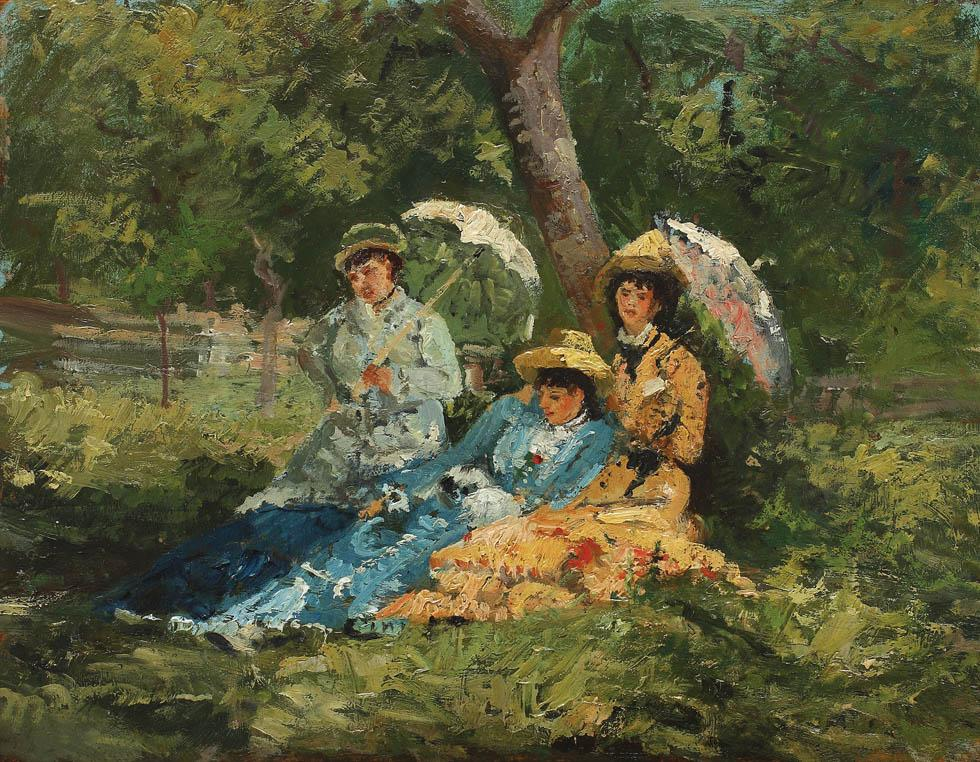
Ion Andreescu - Vrouwen in het park

- Petre Abrudan
- Nutzi Acontz
- Virgil Almășan
- Theodor Aman
- Ion Andreescu
- Gheorghe I. Anghel
- Octavian Angheluță
- Ovidiu Avram
- M.W.Arnold (Max Wexler Arnold)
- Petre Achițenie
- Anastase Anastasiu
- Elena Antochi
- Constantin Artachino

## B

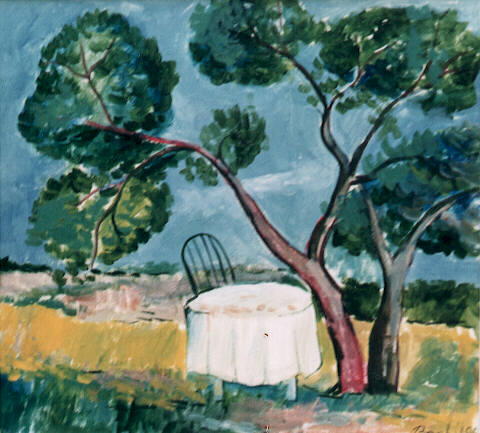
Mircea Bochis - Zonder titel

- Corneliu Baba
- Constantin Baciu
- Aurel Băeșu
- Corina Beiu-Angheluță
- Francisc Bartok
- Sabin Bălașa
- Lucia Demetriade Bălăcescu
- Ion Bănulescu
- Adam Bălțatu
- Octav Băncilă
- Horia Bernea
- Ștefan Bertalan
- Ion Bițan
- Mircea Bochis
- Catul Bogdan
- Victor Brauner
- Traian Brădean
- Geta Brătescu
- Apcar Baltazar
- Iosif Bene
- Constantin Blendea
- Marius Bunescu

## C
- Ilie Cămărășan
- Ștefan Câlția
- Vasile Celmare
- Marcel Chirnoagă
- Marius Cilievici
- Dan Cioca
- Florin Ciubotaru
- Alexandru Ciucurencu
- Aurel Ciupe
- Pavel Codiță
- Nicolae Comănescu
- Ion Brăduț Covaliu
- Cecilia Cuțescu-Storck
- Henri Catargi
- Nicolae Constantin

## D
- Nicolae Dărăscu
- George Demetrescu-Mirea
- Ştefan Dimitrescu
- Constantin Dipșe
- Eugen Drăguțescu
- Natalia Dumitresco
- Ion Dumitriu
- Mircea Dumitrescu
- Mihai Dăscălescu

## E
- Micaela Eleutheriade

## G

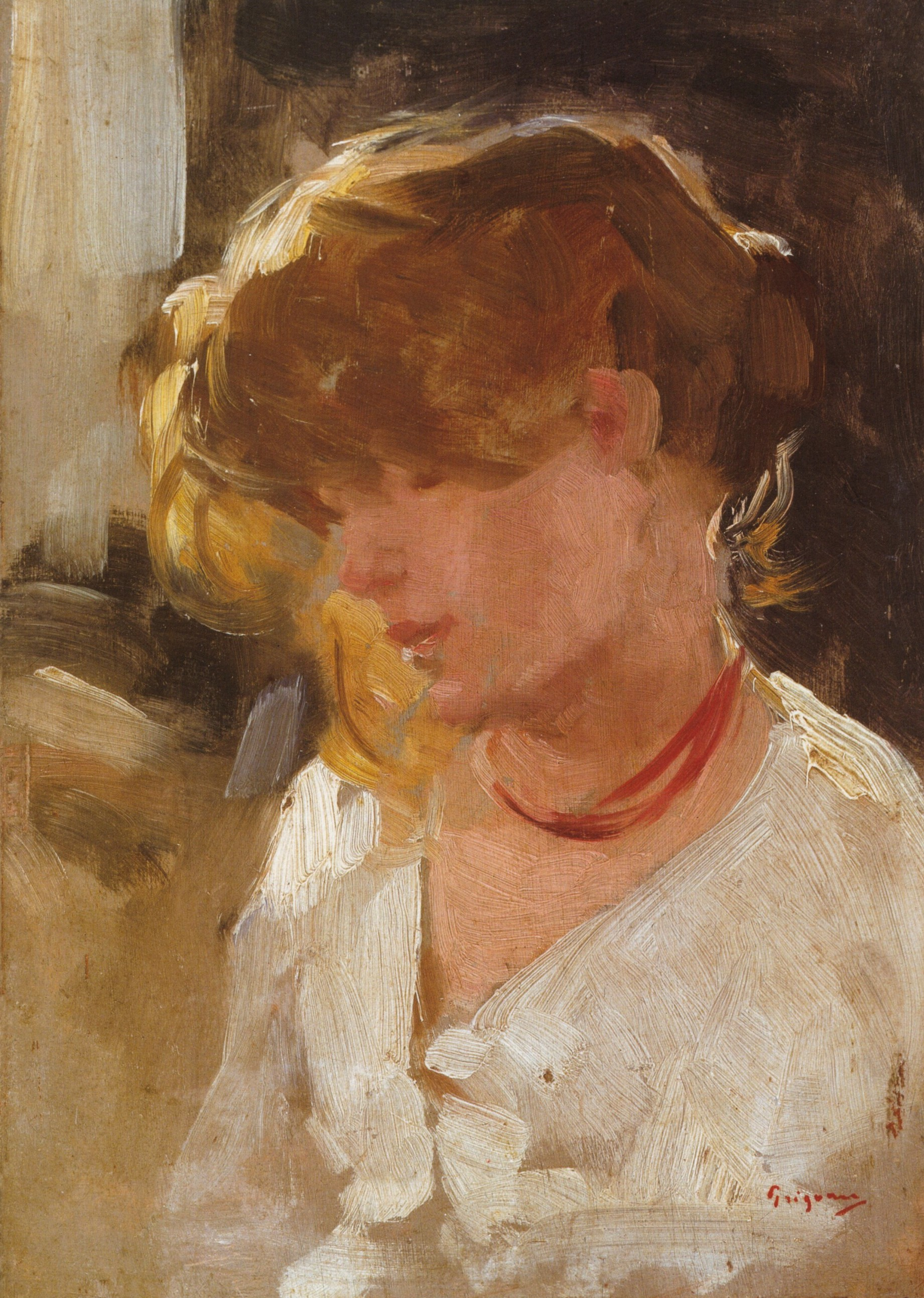
Nicolae Grigorescu - Vrouwenhoofd

- Arthur Garguromin-Verona
- Niculaï Florin Georgescu
- Elena Greculesi
- Silvia Ghenea
- Ion Gheorghiu
- Val Gheorghiu
- Marin Gherasim
- Paul Gherasim
- Dumitru Ghiață
- Eugen Ghica-Budești
- Lucian Grigorescu
- Nicolae Grigorescu
- Octav Grigorescu
- Dante Grechi
- Constantin Găvenea
- Dimitrie Gavrilean
- Vasile Grigore
- M. H. Georgescu
- Ștefan Găvenea
- Luminița Gliga

## H

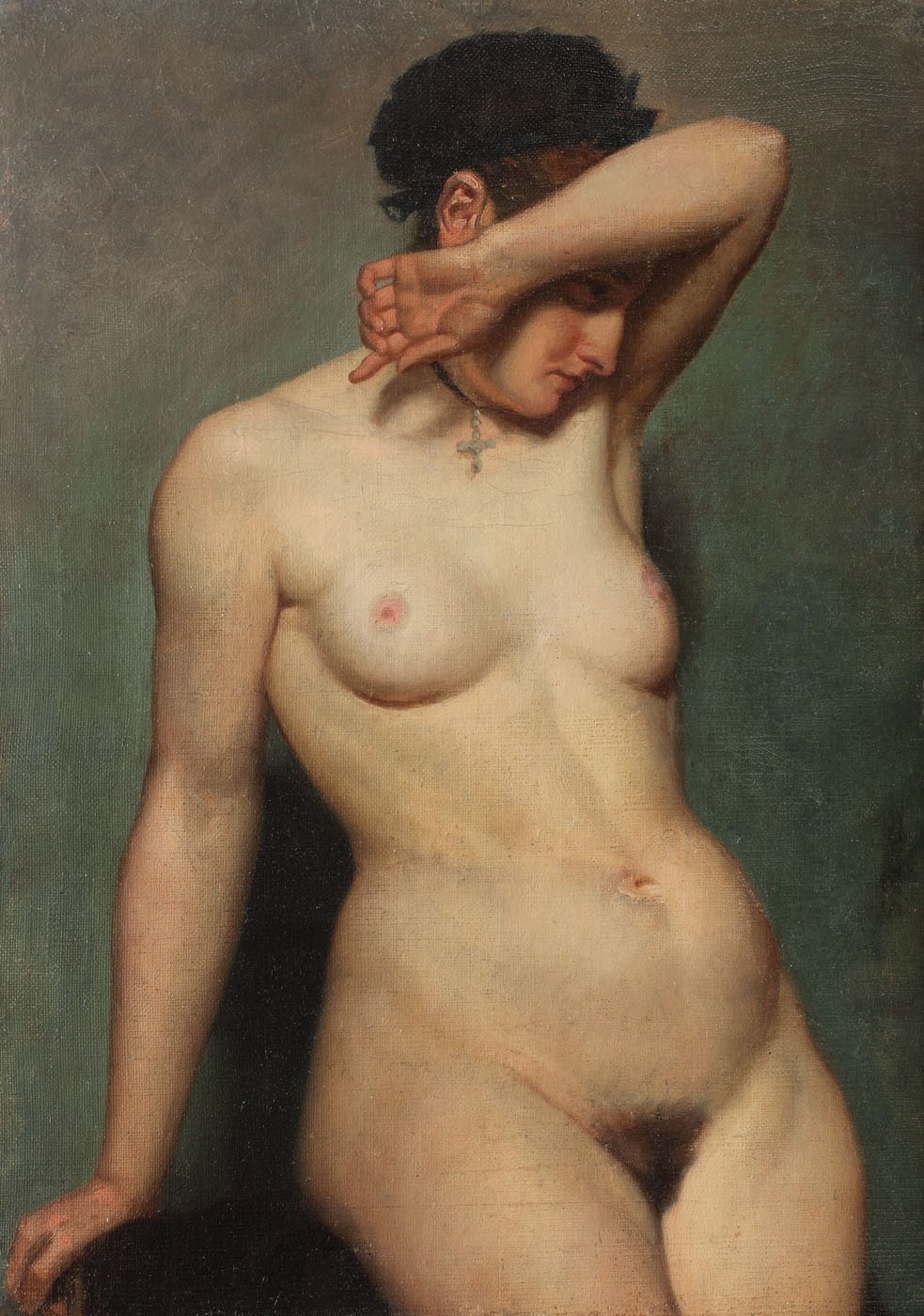
Sava Henția - Intimitate

- Dan Hatmanu
- Sava Henția
- Dimitrie Hârlescu

## I
- Idel Ianchelevici
- Marcel Iancu
- Sorin Iftode
- Sorin Ilfoveanu
- Sorin Ionescu
- Petre Iorgulescu-Yor
- Barbu Iscovescu
- Iosif Iser
- Alexandre Istrati
- Ana Iliuț

## J
- Marcel Janco
- Aurel Jiquidi

## K
- Iosif Kleber

## L

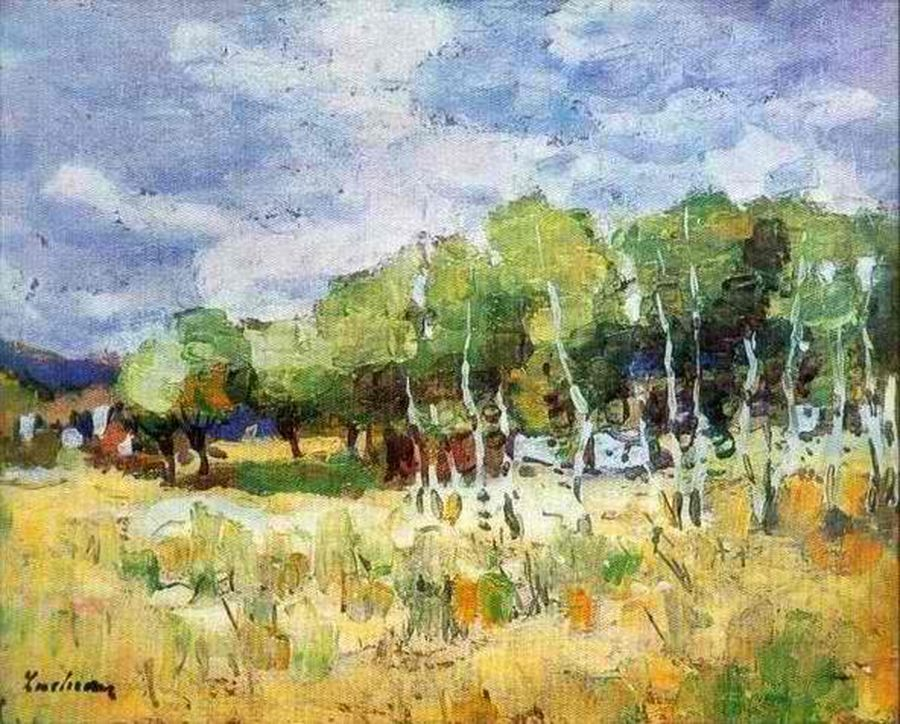
Stefan Luchian - Na de regen

- Liviu Lăzărescu
- Constantin Lecca
- Constantin Lucaci
- Ștefan Luchian
- Mihail Lapaty
- Iacob Lazăr
- Kimon Loghi

## M
- Ligia Macovei
- Rodica Maniu
- Constanțiu Mara
- Hans Mattis-Teutsch
- Henri Mavrodin
- Max Herman Maxy
- Viorel Mărginean
- Corneliu Michăilescu
- Paul Miracovici
- Florin Mitroi
- Ion Musceleanu
- Pârvu Mutu
- Andrei Medinski
- Tasso Marchini
- Demetrescu George Mirea
- Alexandru Mohi
- Samuel Mützner
- Fred Micoș
- Alexandru Marin

## N
- Gheorghe Năpăruș
- Alexandra Nechita
- Aurel Nedel
- Ion Negulici
- Florin Niculiu
- Gheorghe Naum
- Ion Nicodim
- Albert Nagy
- Imre Nagy

## O
- Marcel Olinescu
- Iulian Olariu
- Cristian Olteanu
- Ioan Oratie

## P
- Ion Pacea
- Theodor Pallady
- Christian Paraschiv
- Jules Perahim
- Alexandru Phoebus
- Constantin Piliuță
- Nicolae Polcovnicul
- Eugen Popa
- Ștefan Popescu
- Vasile Popescu
- Aurel Popp
- Mișu Popp
- Grigore Popescu
- Sabin Popp
- Popescu R.
- Elena Popea
- Vasile Pintea
- Costache Petrescu
- Gheorghe Petrașcu
- Gheorghe Pătrașcu
- Mihail George Paul

## R
- Magdalena Rădulescu
- Stefan Ramniceanu
- Constantin Daniel Rosenthal
- Camil Ressu
- Dumitru Rusu

## S
- Wanda Sachelarie-Vladimirescu
- Carol Popp de Szathmary
- Ion Sălișteanu
- Rudolf Schweizer-Cumpănă
- Niculiță Secrieriu
- Michel Simonidy
- Margareta Sterian
- Ion Stendl
- Jean Alexandru Steriadi
- Eustațiu Stoenescu
- Ștefan Szonyi
- Alexandru Szolnay
- Gheorghe Spiridon
- Ion Theodorescu Sion
- Ion Sima
- I. Silvan
- Octavian Smigelschi
- Ipolit Strâmbu

### Ș
- Gheorghe Șaru
- Francisc Șirato

## T

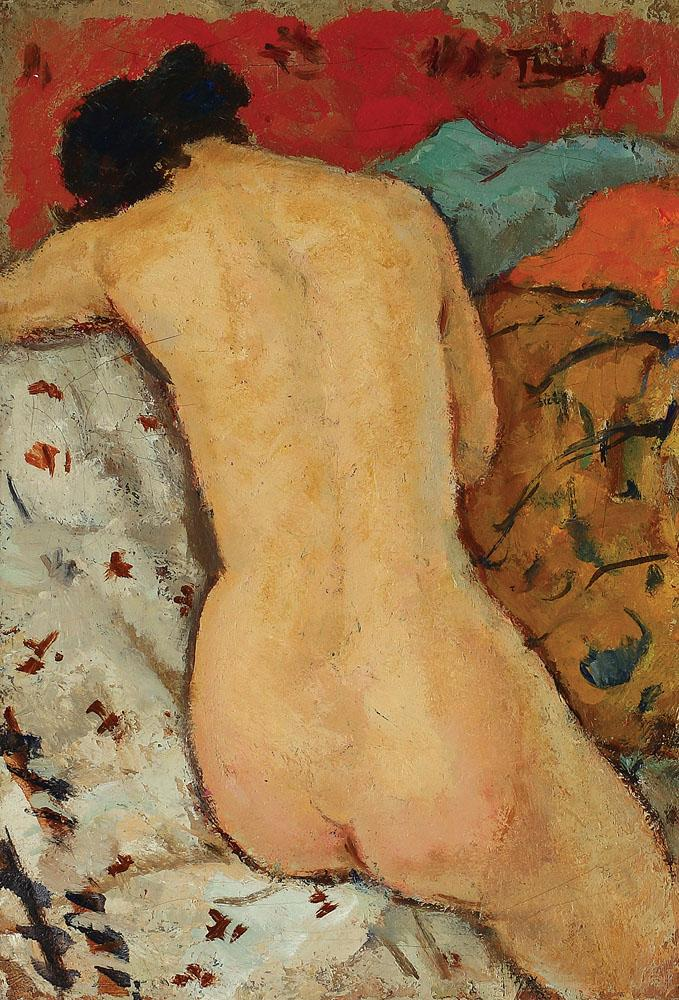
Nicolae Tonitza - Naakt

- Nicolae Tuzlaru
- Gheorghe Tattarescu
- Ion Theodorescu-Sion
- Afane Teodoreanu
- Traian Trestioreanu
- Claudia Todor
- Nicolae Tonitza

### Ț
- Ion Țuculescu

## V
- Grigore Vasile
- Gheorghe Vânătoru
- Spiru Vergulescu
- Nicolae Vermont
- Artur Verona
- Lascăr Vorel
- Grigore Gheza Vida

## Z
- Marian Zidaru